# Baringa nelsonensis
Baringa nelsonensis és una espècie extinta de marsupial de la família dels macropòdids que visqueren al continent australià durant el Plistocè inferior. Se n'han trobat restes fòssils a Nova Gal·les del Sud i Victòria (Austràlia). Es tracta de l'única espècie del gènere Baringa. Era un animal brostejador d'aspecte semblant al d'Onychogalea i Thylogale, dos altres macropodins que podrien ser els seus parents més propers. El nom genèric Baringa deriva de baring, que significa ‘tallar' en una de les llengües dels aborígens de Victòria, i es refereix a les dents incisives inferiors truncades d'aquesta espècie. El nom específic nelsonensis, en canvi, significa ‘de Nelson’ en llatí i es refereix a la localitat on se'n trobaren les primeres restes.